# كوبي وبارتالي 2015
كوبي وبارتالي 2015 (بالإنجليزية: 2015 Settimana Internazionale di Coppi e Bartali)‏ هو سباق دراجات هوائية أقيم بتاريخ 26–29 مارس 2015، تكون السباق من 5 مراحل وامتدّ لمسافة 595.4 كم، استغرق السباق 14hr 31 دقيقة 42 ثانية.